# 亞斯特魯邊卡
50°16′53″N 29°38′15″E / 50.28139°N 29.63750°E
亞斯特魯邊卡（烏克蘭語：Яструбенька）是烏克蘭北部的村莊，隸屬日托米爾州的日托米爾區。該村面積16平方公里，海拔高度186米，2001年人口208，人口密度每平方公里13人。